# Typhonium albidinervum
Typhonium albidinervum är en kallaväxtart som beskrevs av Chen Zhen Zi Tang och Hen Li. Typhonium albidinervum ingår i släktet Typhonium och familjen kallaväxter. Inga underarter finns listade.